# 濱中治
濱中 治（はまなか おさむ、1978年7月9日 - ）は、和歌山県田辺市出身の元プロ野球選手（外野手、右投右打）・コーチ、野球解説者・評論家。
現役時代の大半を過ごした阪神タイガースで、引退後の2015年から2019年まで打撃コーチを歴任。退団後の2022年5月23日からは、阪神を初めとする日本プロ野球（NPB）の解説・評論活動と並行しながら、関西独立リーグ（さわかみ関西独立リーグ）の和歌山ウェイブス（旧・和歌山ファイティングバーズ）でゼネラルマネージャーを務めている。

## 経歴

### プロ入り前
田辺市立芳養小学校・田辺市立明洋中学校から進んだ南部高では投手として、また打順は主に1番で活躍したが、甲子園に出場することはなかった。投手で1番打者だったことについては「4番に座ると、練習試合でも、相手投手がみんな敬遠してくるので、1番を打たされていた」とインタビューで答えている。
高校通算51本塁打を放っているが、51本目は全国高等学校野球選手権和歌山大会準々決勝の星林高戦で、吉見祐治から打った、レフト場外に消える民家直撃弾であった。
1996年のドラフト会議で阪神タイガースに3位指名を受け入団。入団会見では「甲子園で場外ホームランを打ちたい」と発言し、和製大砲到来と期待された。

### 阪神時代
入団1年目からウエスタン・リーグで4番を打ち、球団では掛布雅之以来となる高卒新人でのスタメン出場を果たすなど頭角を現すが、最初の数年間は一軍と二軍を往復する日々が続いた。二軍では、当時チームメイトだった佐々木誠から熱心なアドバイスを受けた。
2001年、登録名を本名から「濱中おさむ」に変更しブレイク。母の日の5月13日、母親をスタンドに招待していた対広島東洋カープ戦（甲子園球場）で、プロ入り初本塁打となるサヨナラ本塁打を放った（しかし母親はこの本塁打の時には球場を後にしていた）。そして後半戦は3番に定着し、最終的に初の規定打席到達とシーズン13本塁打を記録。
2002年は春季キャンプで、視察に訪れた長嶋茂雄から直接指導を受けた。この時視察後の長嶋に名前を「はまだ」と言い間違えられる一幕もあった。この年から就任した田淵幸一打撃コーチに伝授された「うねり打法」で能力が開花し、7月24日の対読売ジャイアンツ戦でサヨナラ本塁打を打つなど活躍するが、8月にナゴヤドームでの試合でダイビングキャッチを試みた際に親指を骨折。この骨折が原因で規定打席到達を逃すが、打率3割・18本塁打をマーク。この年オフには第15回IBAFインターコンチネンタルカップ日本代表に選出され出場した。
2003年は、開幕から4番に座って5月中に10本塁打に到達し、打点を量産したが、5月20日に対広島戦で一塁への牽制球の帰塁の際に右肩を負傷。さらに6月13日の対巨人戦では送球の際に右肩を脱臼し、ファン投票で選出されていた7月のオールスターゲームの出場は辞退することになった。結局、右肩の手術で後半戦を棒に振るが、日本シリーズで復帰。主に指名打者などで出場した。
2004年、背番号を31に変更し、復活が期待されたが、再び右肩を痛めて手術を受けた。この時、公表されなかったが1度目の手術で埋めたボルトが砕けていたことが見つかり、取り除くため7月と9月の2度手術を受けていた。この年は17試合の出場に終わる。
2005年はセ・パ交流戦で指名打者として復帰し、交流戦終了後は代打での出場が主になった。最終的に78試合に出場し2年ぶりのリーグ優勝に貢献した。
2006年は5年ぶりに登録名を本名に戻し、背番号を5に変更して完全復活へと挑んだ。開幕スタメンこそ逃すが、打率.435、10本塁打、22打点をマークし、3・4月度の月間MVPを獲得する活躍で6番に定着。後半は今岡誠の故障もあり、5番で起用され、最終的には自己最多の139試合に出場。5年ぶり2度目の規定打席到達、打率3割、20本塁打とキャリアハイの成績を残した。この年の濱中を最後に阪神の右打者の生え抜き選手による打率3割達成者は出ていない。また、7月14日のオールスターにファン投票で選出された巨人（当時）の小久保裕紀内野手が怪我で出場を辞退したため、代替選手として出場した。
2007年は不振と故障、林威助や桜井広大などの台頭で一軍と二軍を往復することになり、結局62試合の出場で打率.193、本塁打6、14打点と前年から成績を落とした。

### オリックス時代

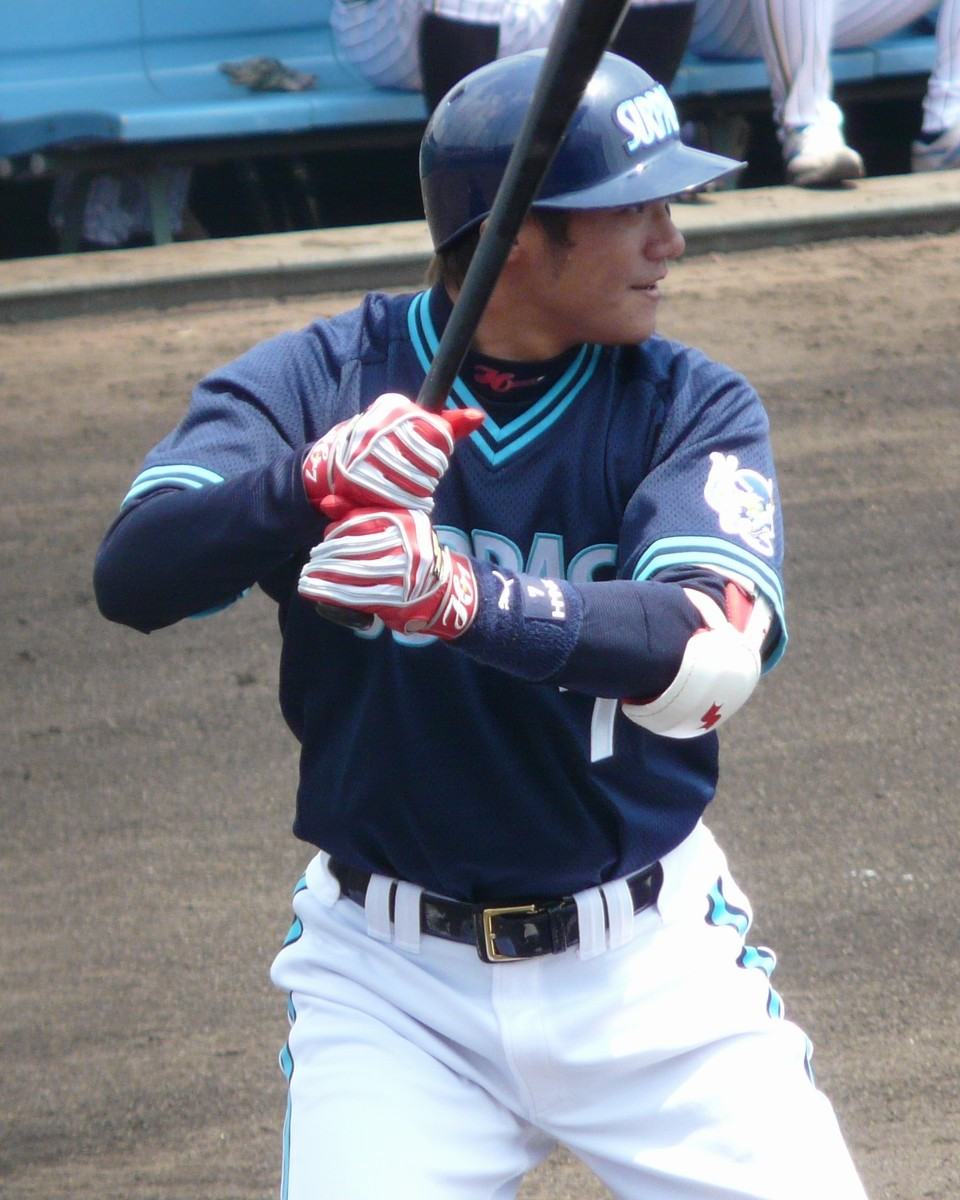
オリックス選手時代（写真は二軍戦のためサーパスのユニフォームを着用）

2007年11月26日に阿部健太、平野恵一とのトレードで吉野誠とともにオリックス・バファローズへの移籍が発表された。12月3日付けでオリックスの支配下選手に登録され、12月5日に入団会見を行い、背番号は7番と発表された。濱中は後に、トレードが決まったことに対して「すぐにトレードに出すんじゃなくて、あと1年待ってほしかったというのが正直な気持ちでした」、トレードを決断した岡田彰布監督に対しては「岡田さんにはバッティングを教わることも多かったし、感謝していますけど……」と複雑な思いを語っている。オリックス球団は大阪府下での主催試合で「1人でも多くのファンの方に野球を生で楽しんでもらいたい」という濱中の意向から、背番号にちなんで各試合7名ずつファンを招待する「濱中治のラッキー7シート」を実施することになった。
2008年は6番右翼手として開幕戦にスタメン出場。4月1日の対埼玉西武ライオンズ戦では西口文也から逆転決勝1号満塁本塁打、4月30日の対東北楽天ゴールデンイーグルス戦では9回裏に青山浩二から代打同点3号2ランホームラン、5月6日の対千葉ロッテマリーンズ戦では成瀬善久から逆転決勝4号2ランと、開幕直後はチャンスで好打を度々放ったが、打率は伸び悩み、大石大二郎に監督が代わると、スタメンから外れるケースも多くなった。7月中旬に一旦二軍に降格したが、8月初旬に一軍に復帰した。復帰直後はまずまずの打撃を見せたものの、坂口智隆・下山真二の活躍やルーキー・小瀬浩之の台頭もあり、出場機会をあまり得られなかった。最終的には85試合に出場して打率.253、9本塁打の成績に終わった。前年ほどの不振ではないにしろ、カムバック賞を獲得した平野とは対照的に、期待された成績を残したとは言い難かった。
2009年は開幕一軍入りを果たすも、出場機会をなかなか得られず、4月27日に登録抹消。その後、二軍でシーズンを通じて岡田貴弘の21本に次ぐチーム2位の13本塁打を記録するなど腐らず結果を残し続け、7月31日に再昇格。8月2日の対西武戦では、2回裏に西口から先制3ランを放つと、延長10回裏には岩﨑哲也からサヨナラソロ本塁打を放つ活躍を見せた。1試合2本塁打は阪神時代の2006年4月25日の対横浜戦以来だった。次の対楽天3連戦でも2本塁打を放ち、昇格した日から一週間以内で4本塁打を放った。しかしその後は勢いが長続きせず、9月3日に二軍降格。結局は前年を下回る26試合の出場で打率.208、6本塁打、12打点に終わった。
2010年は阪神時代の恩師である岡田彰布監督が就任したが、4試合の出場にとどまり二軍では89試合に出場してチームトップの打率.292をマークしたが同年10月2日、戦力外通告を受けた。

### ヤクルト時代
2010年11月10日にヤクルトへの入団が決定。12月3日に入団発表が行われ、背番号はゼロから再起をかける意味で「0」となった。
2011年、開幕戦を3番レフトで先発出場したが、シーズンを通した出場は5試合どまりだった。9月30日、「限界を感じた」という理由で今季限りで引退を発表。12月2日、自由契約公示され引退した。

### 現役引退後
2012年1月から2014年12月までは、『おはよう朝日です』（ABCテレビが関西ローカルで放送中の情報番組）で、金曜日のスポーツキャスターを担当。朝日放送、サンテレビ、スカイ・A、Tigers-aiの野球解説者、デイリースポーツ野球評論家としても活動していた。2013年度からは、『熱血!タイガース党』（サンテレビのプロ野球オフシーズン限定番組）で、「タイガース党幹事長」という肩書で総合司会を務めている。
朝日放送の解説については、2012年のみ、ABCラジオの制作によるオリックス主催試合の裏送り中継を中心に出演。2013年からは、テレビ・ラジオとも、関西ローカルの阪神戦中継で本格的に解説を務めている。同年11月17日には、ABCテレビの企画の一環として、神戸マラソンで人生初のフルマラソンに挑戦。5時間32分24秒で完走した。
2015年に、二軍打撃コーチとして阪神に復帰。『熱血!タイガース党』2014年度版の放送期間中に復帰が決まったため、同番組を2014年の最終放送（12月26日）で降板した（放送上は「幹事長の休職」扱い）。
なお、阪神での現役時代のチームメイトだった金本知憲が2015年のシーズン終了後に一軍監督へ就任したことを受けて、2016年に一軍打撃コーチへ異動。NPBで公式戦にベンチへ入れるコーチの人数が決まっていることから、シーズン中の試合には、ユニフォームを着用しないスコアラーやトレーナーの扱いでベンチに入っていた。2017年からは、再び二軍打撃コーチを務める。二軍時代の監督だった矢野燿大が金本に代わって一軍の監督へ就任した2019年に一軍打撃コーチへ復帰したが、一軍の打線が長打力不足や不振に陥ったことから、その責任を取る格好でシーズン終了後に退任した。
2020年からは、朝日放送（ABCテレビ・ABCラジオ）・サンテレビジョンの野球解説者や、『熱血!タイガース党』の「幹事長」に復帰。6月からは、現役時代のチームメイトだった八木裕や狩野恵輔などと共に、解説業と並行しながら「DRAFT612」（将来のNPB入りを目指す小学生対象の野球アカデミー）でコーチを務める。
2022年には、田辺市を本拠地として関西独立リーグで活動している和歌山ファイティングバーズのゼネラルマネジャー（GM）に就任することが、NPBレギュラーシーズン中の5月23日に発表された。本人曰く「故郷（田辺市）への恩返しを兼ねた社会貢献」とのことで、就任後はユニフォームを着用しないものの、所属選手の指導にも従事。その一方で、GM職と並行しながら、関西圏を中心にNPB関連の解説・評論活動も続けている。和歌山ファイティングバーズは、2022年12月に運営会社の変更に伴い、和歌山ウェイブスとなったが、引き続きGMを務める。
2023年9月1日付で和歌山ウェイブスの球団代表兼GMに就任した。

## 右肩について
怪我で2003年・2004年と2度の手術を行った右肩は、ランナーを抑止できない“弱肩”と言われていた。もともとのケガはただの脱臼だったが、完治しない状態での強行出場を監督に強く直訴して出場し、無理をして大ケガを負った。それが完治しない状態でふたたび強行出場し、やはり無理をして大ケガを負った。結果的には、最初の脱臼よりも、そのあとの二度の大ケガが致命的となった。
右肩負傷は打撃に大きな影響を及ぼし、以降は「インサイドアウト」が出来なくなり、悪い打撃の典型である「ドアスイング」を余儀なくされた。
2006年に濱中が右翼手として復帰した際には、ランナーを二塁や三塁に置いて打球が右翼に飛んできた場合（すなわちバックホームが求められる状況の時）、二塁手が通常よりさらに深いところで中継に入り、濱中の弱肩をカバーするという方法が考えられた。守備の負担軽減のため右翼手から一塁手へのコンバートも一時提案されたが、濱中本人がコンバートに難色を示したことと、広島から移籍したアンディ・シーツが正一塁手に固定されていたため、コンバートの話はなくなった。

## 人物
2003年7月に離婚していたが、2006年1月22日の女子バレーボール・JTマーヴェラスの試合に濱中が帽子にサングラス、マフラーという“変装”で観戦に現れたことがきっかけで、翌23日にサンケイスポーツが「濱中とJT所属の菅山かおる選手が交際中」と報じた。この報道に対して二人とも交際を否定した。その後、2008年12月6日に一般女性と再婚したと発表した。
プライベートでは大引啓次や、阪神時代の同僚である藤本敦士や赤星憲広と交流がある。藤本とは自身の現役最終年に当たる2011年シーズンにヤクルトで再びチームメートになった。赤星・藤本とは引退についての相談もした。
オリックス時代の濱中の応援歌は竹原直隆が継ぎ、現在は杉本裕太郎がこれを受け継いでいる。ヤクルト時代の応援歌は坂口智隆に継がれた。

## 詳細情報

### 年度別打撃成績
| 年 度     | 球 団      | 試 合 | 打 席 | 打 数 | 得 点 | 安 打 | 二 塁 打 | 三 塁 打 | 本 塁 打 | 塁 打 | 打 点 | 盗 塁 | 盗 塁 死 | 犠 打 | 犠 飛 | 四 球 | 敬 遠 | 死 球 | 三 振 | 併 殺 打 | 打 率 | 出 塁 率 | 長 打 率 | O P S |
| --------- | ---------- | ----- | ----- | ----- | ----- | ----- | -------- | -------- | -------- | ----- | ----- | ----- | -------- | ----- | ----- | ----- | ----- | ----- | ----- | -------- | ----- | -------- | -------- | ----- |
| 1997      | 阪神       | 6     | 12    | 12    | 1     | 2     | 0        | 0        | 0        | 2     | 0     | 0     | 0        | 0     | 0     | 0     | 0     | 0     | 0     | 1        | .167  | .167     | .167     | .333  |
| 1998      | 阪神       | 11    | 24    | 22    | 4     | 9     | 0        | 0        | 0        | 9     | 3     | 0     | 0        | 0     | 0     | 2     | 0     | 0     | 3     | 1        | .409  | .458     | .409     | .867  |
| 1999      | 阪神       | 35    | 78    | 70    | 8     | 14    | 3        | 2        | 0        | 21    | 4     | 0     | 2        | 2     | 0     | 5     | 0     | 1     | 16    | 3        | .200  | .263     | .300     | .563  |
| 2000      | 阪神       | 9     | 18    | 15    | 2     | 4     | 0        | 0        | 0        | 4     | 0     | 0     | 1        | 0     | 0     | 3     | 0     | 0     | 6     | 0        | .267  | .389     | .267     | .656  |
| 2001      | 阪神       | 110   | 475   | 411   | 52    | 108   | 18       | 2        | 13       | 169   | 53    | 3     | 7        | 4     | 5     | 53    | 6     | 2     | 65    | 10       | .263  | .346     | .411     | .757  |
| 2002      | 阪神       | 102   | 404   | 366   | 60    | 110   | 19       | 2        | 18       | 187   | 51    | 8     | 4        | 0     | 4     | 28    | 1     | 6     | 58    | 7        | .301  | .356     | .511     | .867  |
| 2003      | 阪神       | 55    | 201   | 176   | 30    | 48    | 9        | 1        | 11       | 92    | 48    | 3     | 2        | 1     | 2     | 19    | 2     | 3     | 27    | 8        | .273  | .350     | .523     | .873  |
| 2004      | 阪神       | 17    | 40    | 34    | 6     | 4     | 0        | 0        | 1        | 7     | 1     | 0     | 0        | 0     | 0     | 5     | 0     | 1     | 10    | 1        | .118  | .250     | .206     | .456  |
| 2005      | 阪神       | 78    | 125   | 109   | 9     | 31    | 3        | 2        | 1        | 41    | 20    | 0     | 1        | 0     | 2     | 12    | 0     | 2     | 36    | 2        | .284  | .360     | .376     | .736  |
| 2006      | 阪神       | 139   | 538   | 486   | 71    | 147   | 26       | 1        | 20       | 235   | 75    | 2     | 2        | 0     | 5     | 43    | 2     | 4     | 80    | 10       | .302  | .361     | .484     | .844  |
| 2007      | 阪神       | 62    | 155   | 145   | 12    | 28    | 6        | 0        | 6        | 52    | 14    | 1     | 1        | 0     | 1     | 8     | 0     | 1     | 28    | 6        | .193  | .239     | .359     | .597  |
| 2008      | オリックス | 85    | 247   | 217   | 25    | 55    | 11       | 2        | 9        | 97    | 29    | 0     | 4        | 2     | 2     | 25    | 0     | 1     | 50    | 6        | .253  | .331     | .447     | .778  |
| 2009      | オリックス | 26    | 83    | 77    | 8     | 16    | 3        | 0        | 6        | 37    | 12    | 0     | 1        | 0     | 1     | 5     | 1     | 0     | 21    | 1        | .208  | .253     | .481     | .734  |
| 2010      | オリックス | 4     | 14    | 14    | 1     | 2     | 1        | 0        | 0        | 3     | 1     | 0     | 0        | 0     | 0     | 0     | 0     | 0     | 4     | 0        | .143  | .143     | .214     | .357  |
| 2011      | ヤクルト   | 5     | 14    | 13    | 1     | 2     | 0        | 0        | 0        | 2     | 0     | 0     | 0        | 0     | 0     | 1     | 0     | 0     | 4     | 0        | .154  | .214     | .154     | .368  |
| NPB：15年 | NPB：15年  | 744   | 2428  | 2167  | 290   | 580   | 99       | 12       | 85       | 958   | 311   | 17    | 25       | 9     | 22    | 209   | 12    | 21    | 408   | 56       | .268  | .335     | .442     | .777  |

### 年度別守備成績
| 年 度 | 球 団      | 外野  | 外野  | 外野  | 外野  | 外野  | 外野     | 三塁  | 三塁  | 三塁  | 三塁  | 三塁  | 三塁     |
| 年 度 | 球 団      | 試 合 | 刺 殺 | 補 殺 | 失 策 | 併 殺 | 守 備 率 | 試 合 | 刺 殺 | 補 殺 | 失 策 | 併 殺 | 守 備 率 |
| ----- | ---------- | ----- | ----- | ----- | ----- | ----- | -------- | ----- | ----- | ----- | ----- | ----- | -------- |
| 1997  | 阪神       | 4     | 4     | 1     | 0     | 0     | 1.000    | -     | -     | -     | -     | -     | -        |
| 1998  | 阪神       | 8     | 12    | 0     | 0     | 0     | 1.000    | -     | -     | -     | -     | -     | -        |
| 1999  | 阪神       | 21    | 16    | 2     | 2     | 1     | .900     | 7     | 3     | 7     | 0     | 1     | 1.000    |
| 2000  | 阪神       | 8     | 5     | 0     | 0     | 0     | 1.000    | -     | -     | -     | -     | -     | -        |
| 2001  | 阪神       | 109   | 183   | 5     | 1     | 2     | .995     | -     | -     | -     | -     | -     | -        |
| 2002  | 阪神       | 98    | 151   | 6     | 2     | 0     | .987     | -     | -     | -     | -     | -     | -        |
| 2003  | 阪神       | 44    | 81    | 2     | 1     | 0     | .988     | -     | -     | -     | -     | -     | -        |
| 2004  | 阪神       | 10    | 18    | 0     | 0     | 0     | 1.000    | -     | -     | -     | -     | -     | -        |
| 2005  | 阪神       | 6     | 4     | 0     | 1     | 0     | .800     | -     | -     | -     | -     | -     | -        |
| 2006  | 阪神       | 121   | 199   | 2     | 4     | 1     | .980     | -     | -     | -     | -     | -     | -        |
| 2007  | 阪神       | 31    | 37    | 0     | 0     | 0     | 1.000    | -     | -     | -     | -     | -     | -        |
| 2008  | オリックス | 70    | 106   | 1     | 3     | 1     | .973     | -     | -     | -     | -     | -     | -        |
| 2009  | オリックス | 21    | 37    | 1     | 0     | 0     | 1.000    | -     | -     | -     | -     | -     | -        |
| 2010  | オリックス | 4     | 6     | 0     | 1     | 0     | .857     | -     | -     | -     | -     | -     | -        |
| 2011  | ヤクルト   | 5     | 5     | 1     | 0     | 0     | 1.000    | -     | -     | -     | -     | -     | -        |
| 通算  | 通算       | 560   | 864   | 21    | 15    | 5     | .983     | 7     | 3     | 7     | 0     | 1     | 1.000    |

### 表彰
- 月間MVP：1回 （2006年4月）
- 優秀JCB・MEP賞：1回 （2002年）
- ファーム日本選手権MVP：1回 （1999年）

### 記録
初記録
- 初出場：1997年9月20日、対中日ドラゴンズ26回戦（ナゴヤドーム）、3回表に川尻哲郎の代打として出場、山田洋の前に凡打
- 初先発出場：1997年9月21日、対中日ドラゴンズ27回戦（ナゴヤドーム）、7番・左翼手として先発出場
- 初安打：同上、5回表に今中慎二から左前安打
- 初打点：1998年10月1日、対ヤクルトスワローズ26回戦（阪神甲子園球場）、1回裏に高木晃次から左前先制2点適時打
- 初本塁打：2001年5月13日、対広島東洋カープ8回戦（阪神甲子園球場）、9回裏に河野昌人から左越サヨナラ3ラン
- 初盗塁：2001年6月16日、対横浜ベイスターズ12回戦（阪神甲子園球場）、4回裏に二盗（投手：三浦大輔、捕手：谷繁元信）

その他記録
- オールスターゲーム出場：1回 （2006年＝本文参照） ※2003年はファン投票選出も負傷のため出場辞退

### 背番号
- 66 （1997年 - 1998年）
- 25 （1999年 - 2003年）
- 31 （2004年 - 2005年）
- 5 （2006年 - 2007年）
- 7 （2008年 - 2010年）
- 0 （2011年）
- 79（2015年 - 2019年）

### 登録名
- 濱中 治 （はまなか おさむ、1997年 - 2000年、2006年 - 2011年）
- 濱中 おさむ （はまなか おさむ、2001年 - 2005年）

## 関連情報

### 関連書籍
- 『戦力外通告：第2の人生を生き抜く男たち』（遠藤宏一郎・TBS「バースデイ」取材班共著、朝日新聞出版、2012年12月、ISBN 9784022510372）

### 解説者時代の出演番組

#### 現在（2020年度以降）

##### テレビ
- 熱血!タイガース党（サンテレビ）
  - 阪神での現役選手時代には、クリスマス直前の放送を中心に、スタジオやインタビューへ定期的に登場していた。解説者に転身後の2012年度から、「タイガース党幹事長」（司会）という肩書でレギュラー出演。阪神コーチへの在任期間中も放送上「休職」として扱われていたため、退任後はゲスト扱いでの出演（2019年度）を経て、2020年度から「幹事長」としての出演を本格的に再開している。
- サンテレビボックス席（サンテレビ）
- Tigers-ai（阪神タイガースの公式映像によるスカパー!向けの中継）　
  - 阪神コーチへの就任前（2012 - 2014年度）には、主にスカイ・エーの中継日で解説を担当。

以下はいずれも、朝日放送で制作。
- おはよう朝日です（スポーツコメンテーター）
  - 阪神コーチへの就任前には火・金曜日、退任後の2020年1月以降は火曜日に出演。
- スーパーベースボール　虎バン主義。（阪神戦中継）
  - 阪神コーチへの就任前はゲスト解説者扱いで、サンテレビ向けに制作した中継にも随時登場していた。

##### ラジオ
いずれも朝日放送で制作。
- ABCフレッシュアップベースボール（阪神・オリックス戦中継）
  - 現役引退の翌年（2012年度）には、主にオリックス戦などの裏送り・予備待機のみ担当。当時の公式サイトには解説者として紹介されていなかったが、NRN公式サイト内の「NRNナイター解説者一覧」には氏名が記載されていた。
  - 2012年9月25日放送のヤクルト対阪神戦（神宮球場）からは、朝日放送（当時）の解説者として、メインカードである阪神戦の中継にも出演。2013・2014年度および、2020年度以降は、中継の公式サイトでも解説者として紹介されている。
- ラジオで虎バン!（コメンテーター）
  - 2020年の初頭から日本国内で新型コロナウイルスへの感染が拡大している影響で、NPBレギュラーシーズンの開幕が当初の予定から大幅に遅れていることに伴って急遽編成された生放送番組で、阪神のコーチ時代に指導した今成亮太と交互に2週間単位で開幕まで出演。シーズン最終盤の11月上旬から編成された2020年度ナイターオフ版では、毎週水曜日に登場している。

#### 過去

##### 阪神コーチへの就任前（2012 - 2014年度）

###### テレビ
- 猛虎キャンプリポート2012』（スカイ・エー）

###### ラジオ
- スポーツにぴたっと。（2012年度）
  - ラジオでは初めてのレギュラー番組で、水曜日にレギュラーで出演。
- 堀江政生のほりナビ!!（2013年度）
  - 2013年度のプロ野球シーズン拡大版（『ABCフレッシュアップベースボール』のスタジオバージョン）へたびたびゲストで登場したことがきっかけで、同年度のナイターオフ版水曜日へ中田良弘と交互に出演。

以上はいずれも、朝日放送のナイターオフ番組。
- サタ☆スポ（FM OSAKA制作・JFN系全国ネット番組、2013年7月 - 2014年12月）
  - 大畑大介との隔週交代でパーソナリティーを担当。